# Manuel Lora-Tamayo
Manuel Lora-Tamayo Martín (Jerez de la Frontera, 1904 - Madrid, 2002) est un scientifique, homme politique et académicien espagnol.
Élève précoce, Lora-Tamayo entreprit simultanément des études universitaires de chimie et de pharmacie (cursus couronnés tous deux par un doctorat), puis s’engagea dans la carrière d’enseignant et de chercheur, finissant par assumer de hautes responsabilités dans les principaux instituts de recherche espagnols. Nommé par Franco en 1962 à la tête du ministère de l’Éducation — significativement rebaptisé par lui « ministère de l’Éducation et de la Science » —, il entreprit une réforme en profondeur du système éducatif, plus particulièrement de l’université, tant du point de vue de ses capacités (recrutement facilité de professeurs, dans la perspective d’une forte croissance du nombre d’étudiants) que sur le plan organisationnel (subdivision des facultés en départements ; création du poste de professeur agrégé ; obligation pour l’enseignant d’associer dans sa mission recherche et enseignement, etc.). Après que les mouvements contestataires dans les universités eurent finalement provoqué sa démission en 1968, Lora-Tamayo, scientifique alors internationalement reconnu, voua le restant de sa vie à la recherche et à l’activité académique.

## Biographie

### Origines et formation
D’extraction modeste, ayant hérité d’une mère fort pieuse un profond sentiment religieux, Manuel Lora-Tamayo eut à l’Institut d’enseignement moyen de Jerez de la Frontera, sa ville natale, un excellent professeur de physique. Après le déménagement de la famille pour Madrid en 1918, il obtint l’année suivante son baccalauréat, à l’âge de quinze ans seulement. Il entreprit la même année, à l’université centrale de Madrid, des études en sciences chimiques, qu’il mena de front avec une formation, comme étudiant libre, en pharmacie. En 1924, c’est-à-dire à l’âge de 20 ans, il détenait déjà sa licence de chimie, celle de pharmacie allant suivre peu après. Il obtint en 1930, à 26 ans, son doctorat en chimie, avec une thèse intitulée Aplicaciones analíticas de una reacción de las sales de cobre (littér. Applications analytiques d’une réaction des sels de cuivre), puis, trois ans plus tard, son doctorat en pharmacie. En 1932, bénéficiaire d’une bourse d'études octroyée par la Junta para Ampliación de Estudios (littér. Commission pour l’extension des études, en abrégé JAE), il travailla comme stagiaire à l’Institut de chimie biologique de la faculté de médicine de l’université de Strasbourg.

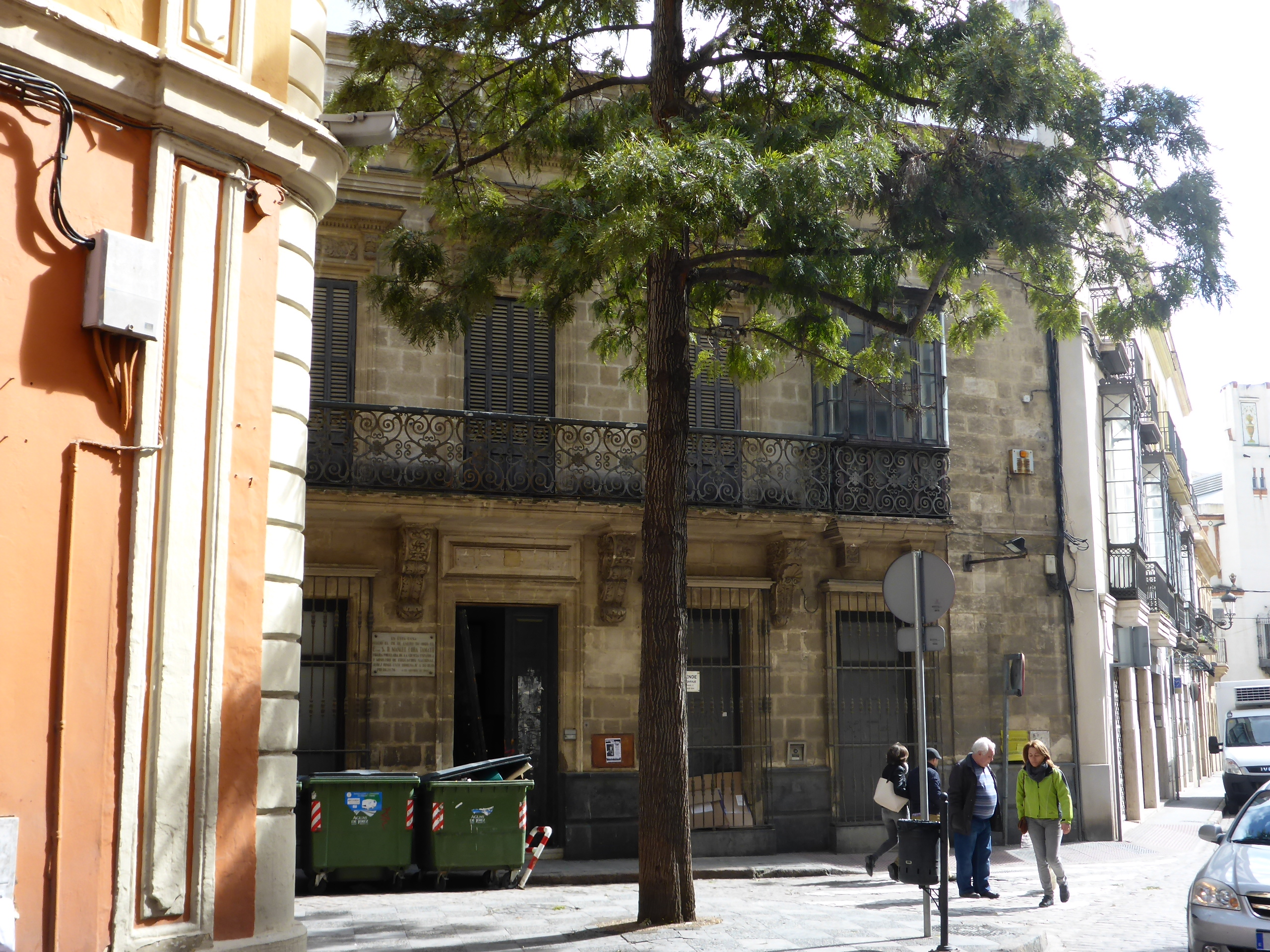
Maison natale de Manuel Lora-Tamayo à Jerez de la Frontera.

En mai 1933, il devint sur concours titulaire de la chaire de chimie organique, d’abord à la faculté de médecine de l’université de Cadix (1933), puis à Séville (1935) et à Madrid (1942). Il occupa aussi le poste de vice-recteur de l’université de Séville (1942) et de l’université de Madrid (1945),.
En 1934, il fit paraître un ouvrage qui connut un certain succès, Química para médicos (littér. Chimie à l’usage des médecins). La même année, il eut un grave accident de voiture, qui lui coûta la jambe droite.

### Guerre civile
Pendant la Guerre civile, Lora-Tamayo fut à partir de 1937 président de la Commission d’épuration des instituteurs (Comisión Depuradora del Magisterio) de Séville, c’est-à-dire à l’époque où Queipo de Llano avait la haute main sur la ville. Une circulaire de 1937 de la Commission de la culture et de l’enseignement (Comisión de Cultura y Enseñanza) prescrivait de sanctionner tout instituteur ou toute institutrice « pour peu qu’ils [les membres de la Commission d’épuration] croient en conscience [coupable] la personne incriminée, y compris dans les cas où, par suite de circonstances particulières, il n’y aurait pas dans le dossier de preuve écrite suffisante ». Sous l’effet de la loi martiale (bando de guerra), cette procédure aboutit à l’exécution sommaire, souvent sans aucun jugement, d’un peu moins d’une trentaine d’enseignants. Si certes Lora-Tamayo ne peut être tenu pour responsable direct de ces exécutions, il apparaît en revanche qu’il ne pouvait pas en avoir ignoré l’existence.

### Carrière de chercheur
Dans la décennie 1950, Lora-Tamayo exerça des responsabilités dans les principales institutions espagnoles vouées à la recherche scientifique, notamment comme membre de la Commission de l’énergie nucléaire (Junta de Energía Nuclear, devenue la CIEMAT, 1951) et comme président de la Commission d’évaluation de la recherche scientifique et technique (Comisión Asesora de Investigación Científica y Técnica) nouvellement créée (1958).

### Ministre de l’Éducation (1962-1968)

#### Réformes éducatives
Sa réputation de chercheur dans le domaine de la chimie organique, son prestige universitaire et ses talents d’organisateur valurent à Lora-Tamayo de se voir confier, à la faveur du remaniement gouvernemental de juillet 1962 (décidé un mois après le concubinage de Munich), le portefeuille d’un ministère qui jusqu’en mai 1966 se nommera « ministère de l’Éducation nationale », avant d’être rebaptisé par la suite « ministère de l’Éducation et de la Science ». Lora-Tamayo déploya une intense activité durant son mandat ministériel, mettant en œuvre plusieurs réformes importantes dans le système d’enseignement en Espagne,.
L’une des priorités de son action au ministère était la généralisation de l’enseignement primaire, qu’à cet effet il rendit obligatoire et gratuit (par le biais d’une loi d’avril 1964) pour les enfants âgés de 6 à 12 ans et qu’il eut à cœur de doter des moyens nécessaires,,.
Une autre de ses réformes de grande portée est la loi 83/1965 sur la structure des facultés universitaires et de leur corps professoral (Lei sobre Estructura de las Facultades Universitarias y su Profesorado), tendant à transformer en profondeur tant la structure des universités que le parcours professionnel des enseignants universitaires. Ce fut là sans doute la première grande réforme de l’université espagnole depuis 1943. C’est en vertu de cette nouvelle loi que fut instituée, au sein des facultés, la nouvelle entité département, destinée à limiter le pouvoir des professeurs titulaires et des doyens de faculté et à faire en sorte que recherche et enseignement soient désormais des éléments indissociables dans la mission des professeurs d’université,.
Pour faire face à la difficulté croissante de recruter des enseignants universitaires, Lora-Tamayo institua la fonction de professeur agrégé (Cuerpo de Profesores Agregados Numerarios de Universidad), ainsi que celle de maître de conférences (profesor adjunto), à attribuer sur concours, pour une durée de quatre ans. D’autre part, des Écoles universitaires et des Instituts de recherche furent fondés à son instigation,.
Anticipant sur la demande croissante d’études universitaires chez les jeunes Espagnols comme conséquence du développement économique et social de l’Espagne, Lora-Tamayo donna mission au juriste Federico Rodríguez Rodríguez, à ce moment Directeur général des universités, d’élaborer un projet pour déterminer l’effectif enseignant nécessaire des universités espagnoles, avec pour condition de départ une proportion de un titulaire par chaire universitaire, de un professeur agrégé pour tel nombre prédéterminé d’étudiants, de deux maîtres de conférence pour chaque professeur agrégé, et de deux assistants en travaux pratiques pour chaque maître de conférences. Toutefois, lorsque le ministère des Finances eut comparé les besoins résultant de cette réforme avec les possibilités réelles de financement, le projet demeura dans un carton et ne fut plus pris en considération.
De même, Lora-Tamayo instaura un ensemble de « passerelles » permettant le passage du certificat d’études à la formation professionnelle du degré moyen ou à l’enseignement moyen du degré supérieur. Il multiplia les sections des instituts établis dans les capitales de province pour les répandre sur tout le territoire national, et fit de même pour les facultés et écoles rattachées aux différents centres universitaires. Il entreprit de restructurer les formations techniques de degré supérieur et de les rendre équivalentes à celles de degré universitaire, ce qui devait faciliter l’intégration des écoles techniques supérieures dans le tissu universitaire,.
Cet effort d’expansion du système éducatif espagnol se justifiait par une croissance économique de plus de 7 % par an tout au long de la décennie 1960 et dans les premières années de la décennie suivante. Sous le mandat de Lora-Tamayo, le nombre d’élèves de l’enseignement primaire passa, par suite des mesures prises par lui, de plus d’un demi-million à un million deux-cents-mille, tandis que le nombre d’étudiants d’université s’accrut pendant la même période de 80 000 à plus de 170 000.
Lora-Tamayo s’appliqua à renforcer considérablement le rôle des universités dans la recherche scientifique, laquelle avait semblé jusque-là constituer une prérogative exclusive du Conseil supérieur de la recherche scientifique (CSIC).

#### Contestation dans les universités et démission comme ministre
Cependant, l’agitation étudiante de cette même époque, qui se manifesta principalement dans les universités de Madrid et de Barcelone, vint compliquer considérablement son œuvre ministérielle. Il ne s’agissait certes pas de fractions majoritaires du corps étudiant, mais, en contrepartie, de groupes fort actifs. Ainsi surgit en 1957 le Front de libération populaire (Frente de Liberación Popular, FLP), et en 1963 la Fédération universitaire démocratique espagnole (Federación Universitaria Democrática Española, FUDE), regroupant les affiliés socialistes et communistes du FLP. En 1964 fit son apparition l’Union des étudiants démocrates, de tendance modérée, mais disposée à collaborer avec la FUDE. L’agitation politique connut son apogée les 23 et 24 février de l’année suivante avec les deux assemblées réunies dans le vestibule de la faculté de philosophie et lettres de l’université de Madrid, à la suite desquelles le syndicat étudiant phalangiste, jusque-là obligatoire, fut liquidé définitivement, ce qui était, comme en 1956, l’objectif immédiat du mouvement. Cependant, outre la revendication de pouvoir constituer des organisations étudiantes plurielles et libres, un autre objectif des étudiants était aussi politique, à savoir l’abolition des institutions de la dénommée « démocratie organique », dont le régime franquiste s’autorisait pour se légitimer, voire de la dictature elle-même.
Il sera encore donné à Lora-Tamayo de voir se créer le Syndicat démocratique des étudiants, à Barcelone d’abord (où il était dit « la capuchinada », du nom du couvent où eut lieu l’assemblée fondatrice en 1966), puis à Madrid l’année suivante.
La riposte du gouvernement à cette agitation consista en une série d’ordres ministériels signés par Lora-Tamayo en août 1968 et adressés au Directeur général de l’enseignement universitaire, ordres dans lesquels le ministre, après avoir retracé les événements et rappelé le comportement des universitaires détenus, exposait ce qui avait, après examen, été convenu par le conseil des ministres. Les enseignants contestataires López Aranguren, García Calvo et Tierno Galván furent relevés de leurs fonctions, tandis qu’Aguilar Navarro et Montero Díaz étaient suspendus pour deux ans.
Il ressort de cette riposte que la gestion technocratique de l’éducation nationale et, plus particulièrement, de l’université, ne s’était pas substituée à la gestion prévalant antérieurement et marquée par une radicalité doctrinale nationale-catholique et phalangiste (quelque virulente qu’ait été du reste la rivalité entre ces deux factions du pouvoir franquiste), mais qu’elle s’y était seulement superposée. Il est noter que le contestation politique dans les universités et dans l’enseignement technique supérieur fut un phénomène spécifique aux facultés de droit, des sciences sociales et des sciences humaines, et qu’elle fut quasiment inexistante dans les sections techniques et de sciences dures.
La sévère admonestation qui lui fut lancée en plein conseil des ministres le 7 février 1968 par son confrère de l’Intérieur, le général Alonso Vega, qui lui reprocha son incapacité à faire front à la subversion dans les universités, porta Lora-Tamayo à présenter sa démission quelque temps après, le 28 mars 1968, ce qui fait de lui le deuxième ministre du régime franquiste, après José Enrique Varela, à prendre une telle décision,,.

### Retour à l’activité scientifique
Lora-Tamayo voua le reste de sa vie active, y compris même après son départ à la retraite, à ses missions d’enseignant et de chercheur, axées en particulier sur la jonction entre chimie d’une part et médecine et pharmacie d’autre part. Ces efforts allaient aboutir en 1967 à la mise en place, au sein du CSIC, du Centre national de chimie organique (Centro Nacional de Química Orgánica). Du reste, il fut président effectif du CSIC de 1967 à 1971, c’est-à-dire dès avant sa démission comme ministre.

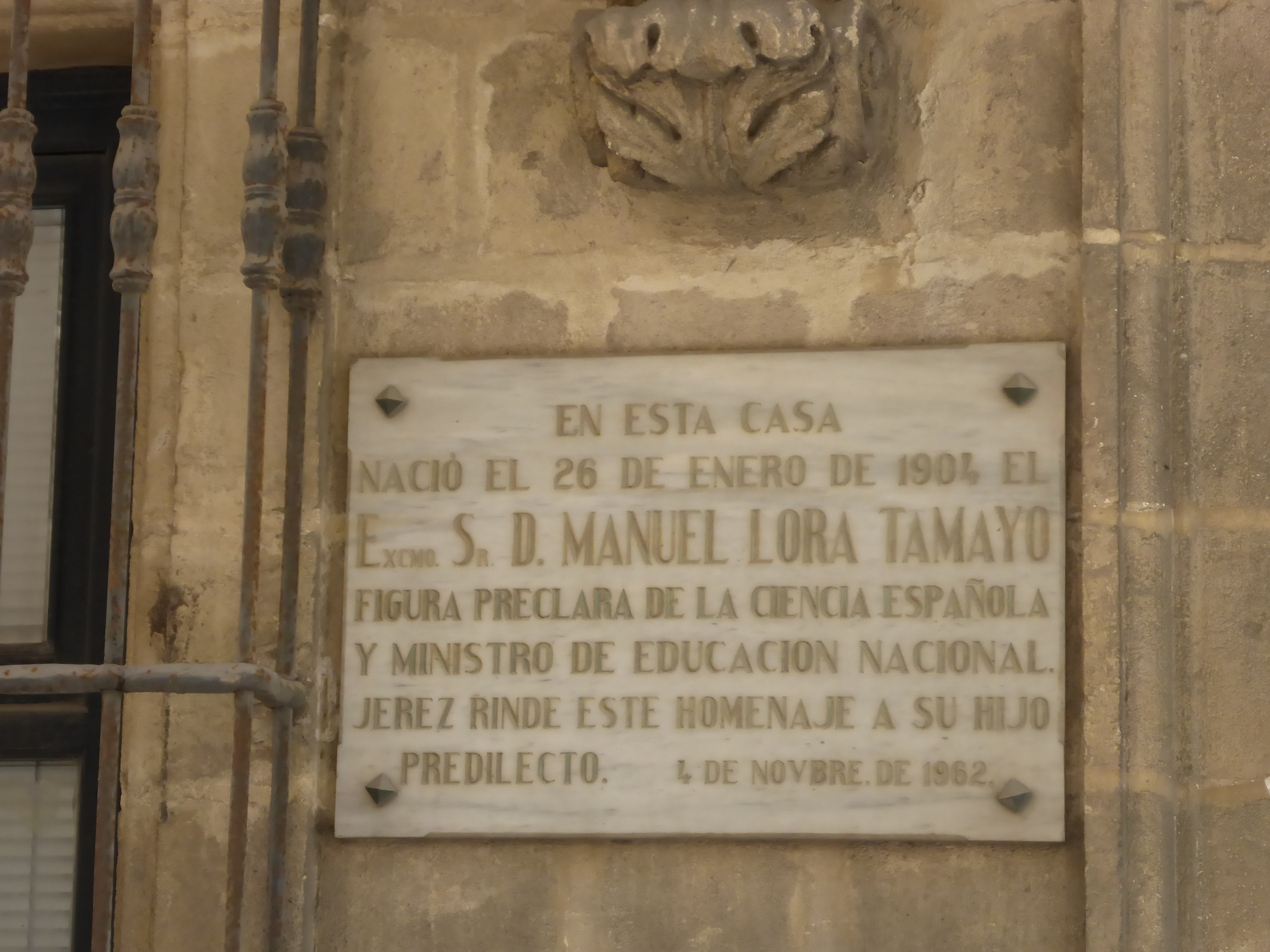
Plaque commémorative apposée sur sa maison natale.

Entre 1970 et 1982, jusqu’à l’âge de 78 ans, il présida l’Académie royale des sciences exactes, physiques et de naturelles (Real Academia de Ciencias Exactas, Físicas y Naturales), ce qui allait le conduire à la tête de l’Institut d'Espagne de 1972 à 1978. Cette dernière charge le ramena cependant dans la sphère politique, attendu qu’elle lui valut en 1972 de siéger d’office au Conseil du Royaume, dont il vint à assumer la vice-présidence en 1974, et lui octroya en outre le droit d’exercer d’office le mandat de procurateur (= député, « procurador nato ») aux Cortes espagnoles (de 1962 à 1975). C’est à lui qu’il incomba le 1er décembre 1975 de présider la longue et décisive réunion à l’issue de laquelle Torcuato Fernández Miranda fut proposé comme président des Cortes au roi Juan Carlos — amorce de la subséquente Transition démocratique.
En tant que scientifique, Lora-Tamayo jouissait d’un prestige national et international, étant reconnu par l’ensemble de ses collègues — sans égard à son adhésion au régime de Franco, et tout autant par des personnalités aux positions politiques contraires — comme un scientifique de premier plan.

## Hommages

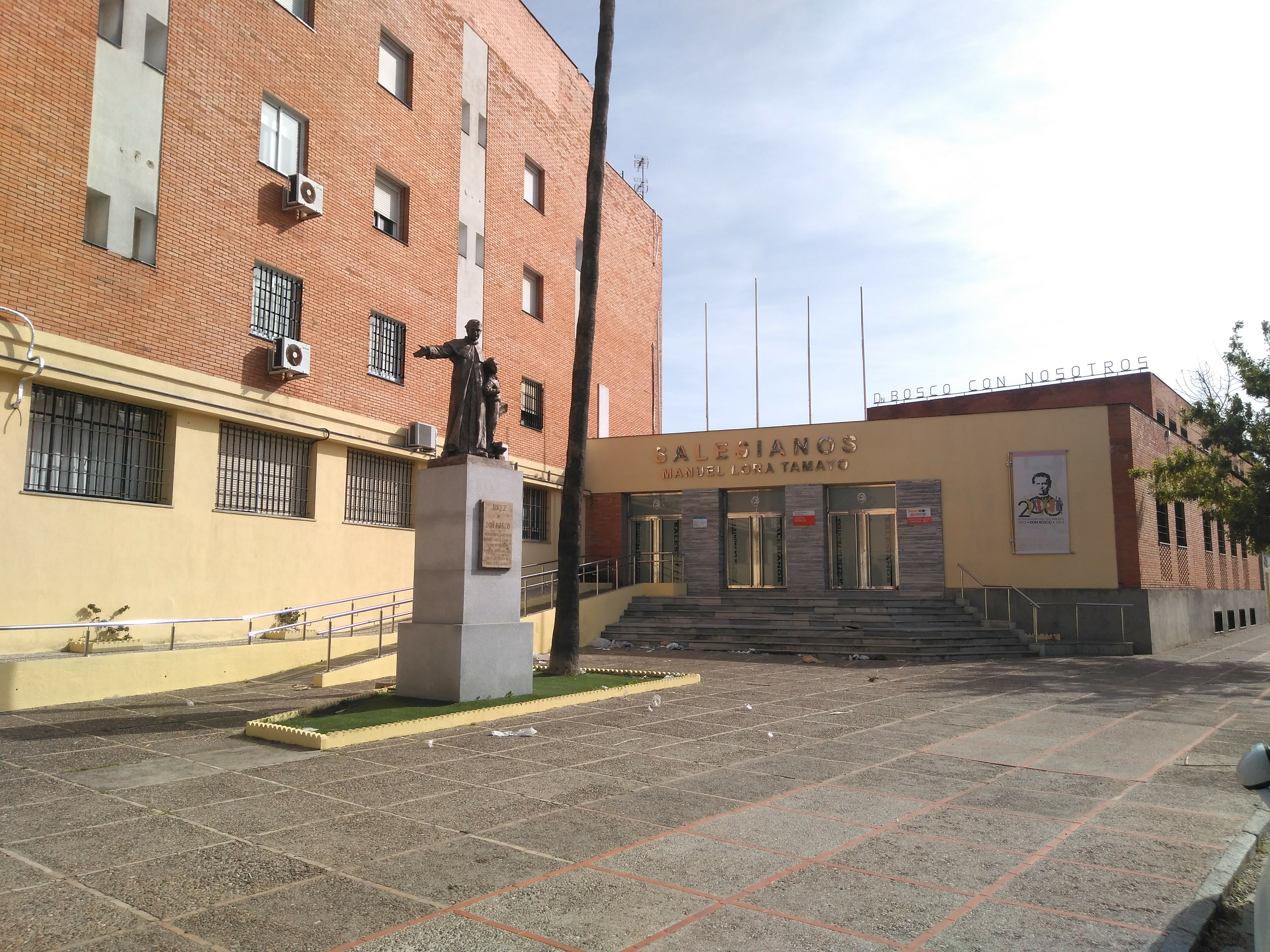
Collège dédié à sa mémoire à Jerez.

Lora-Tamayo était récipiendaire des principales décorations espagnoles et de plusieurs étrangères, dont notamment : la grand-croix de l’Instruction publique du Portugal, du Mérite civil d’Allemagne et de l’Ordre de Saint-Grégoire-le-Grand (décerné par le Saint-Siège), le titre de Grand-officier de l’ordre national du Mérite de France, ainsi qu’un doctorat honoris causa de l’université de Paris (1961), de l’UNED, et de l’Institut de chimie de Sarrià (Institut Químic de Sarrià) à Barcelone.
Il a été nommé fils de prédilection (« hijo predilecto ») de Jerez de la Frontera, sa ville natale, où existe un centre éducatif concerté baptisé à son nom. Plusieurs rues et d’autres établissements scolaires à travers l’Espagne ont été nommés en son honneur, mais pour une part débaptisés depuis lors, après la Transition démocratique, notamment à Tenerife.

### Publications de Manuel Lora-Tamayo

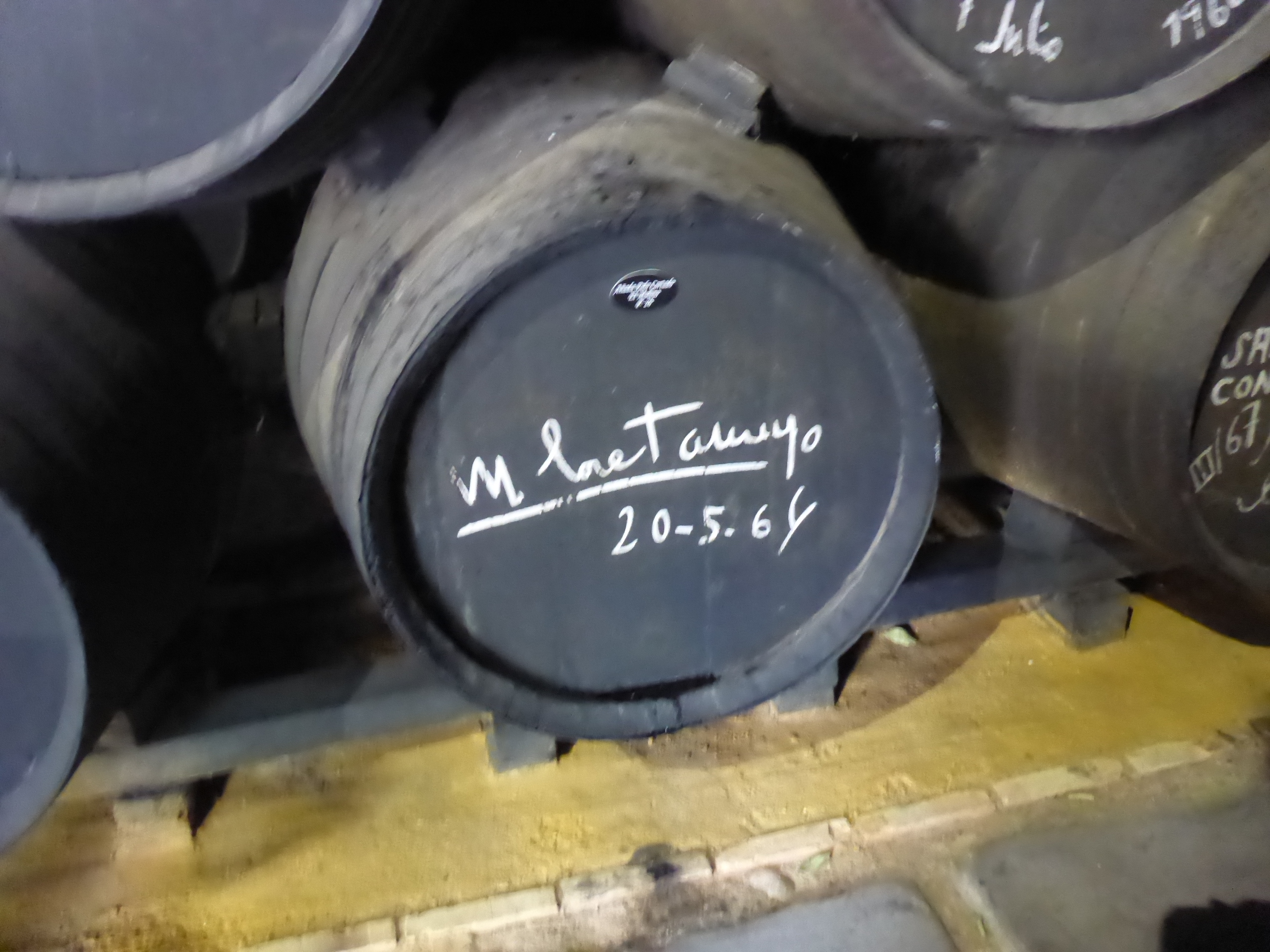
Signature de Lora-Tamayo.